# شباب وحب ومرح (فلم)
شباب وحب ومرح  فيلم دراما للمخرج نجدي حافظ  عام 1964، كتب المخرج أيضا القصة والسيناريو والحوار. الفيلم من بطولة نادية لطفي، عماد حمدي، يوسف شعبان، فؤاد المهندس، أبوبكر عزت، يوسف فخر الدين، وهالة الشواربي  وتدور الأحداث حول الطلاب الثلاثة: أحمد وفهمي وعلي وسعيهم الدائم للعمل لإكمال دراستهم الجامعية ويقيمون في بدروم عمارة تملكها الشابة سميرة الواقعة تحت وصاية عمها الطامع في ثروتها عن طريق تزويجها من نجله يوسف.
صدر الفيلم إلى دور العرض المصرية في 31 أغسطس 1964.
منح موقع قاعدة بيانات الأفلام على الإنترنت (IMDB) الفيلم درجة 6.5/ 10.
منح موقع قاعدة بيانات الأفلام العربية «السينما.كوم» الفيلم درجة 7/ 10.

## طاقم التمثيل
نادية لطفي: في دور سميرة
عماد حمدي: في دور كريم (عم سميرة والوصي عليها)
فؤاد المهندس: في دور فهمي سليمان (طالب كلية الزراعة)
يوسف شعبان: في دور أحمد عباس (طالب كلية العلوم)
يوسف فخر الدين: في دور يوسف شكري (طالب فاشل وابن عم سميرة)
أبو بكر عزت: في دور علي مرزوق (طالب معهد الخدمة الإجتماعية)
هالة الشواربي: في دور سمكة (خادمة بيت شكري)
عبد الغني النجدي: في دور هريدي (بواب عمارة سميرة)
إبراهيم قدري: في دور سليمان (والد فهمي)
عباس رحمي: في دور مدير الشركة
كامل أنور: في دور سكرتير كريم
حسين إسماعيل: في دور حسين (المكوجي)
فيفي سعيد: في دور والدة أحمد
أحمد الجزيري: في دور عباس (والد أحمد)
ليلى صادق: في دور زوجة والد أحمد الثانية
إسكندر منسي: في دور مرزوق (والد علي)
قدرية كامل: في دور أم علي (والدة علي)
صالح الإسكندراني: في دور صالح (البقال)
بالاشتراك مع: المطرب الشعبي محمد طه – ليندا بدوي – كمال أنور – عاطف مكرم (الطفل) – إكرام عزو (الطفلة)  

## أحداث الفيلم
يعيش الطلبة الثلاثة: أحمد عباس (يوسف شعبان) طالب كلية العلوم، وفهمي سليمان (فؤاد المهندس) طالب كلية الزراعة، وعلي مرزوق (أبو بكر عزت) طالب معهد الخدمة الإجتماعية في بيت واحد في بدروم عمارة من أملاك الشابة سميرة (نادية لطفي) التي ورثتها عن أبيها بينما تخضع لوصاية عمها كريم (عماد حمدي) الذي يدفع ابنه يوسف (يوسف فخر الدين) ليتقرب من ابنة عمه ويتزوجها ليصبح ميراثها كله من أملاكه. يأمر كريم بواب العمارة هريدي (عبد الغني النجدي) بغلق الماء على الطلبة ساكنين «البدروم» لعدم تسديد الإيجار كما يطاردهم «المكوجي» (حسين إسماعيل) لعدم تسديد أجرة متأخرة، وكذلك يفعل البقال (صالح الإسكندراني). يستيقظ الطلبة في الصباح الباكر للبحث عن عمل بلا جدوى، وينصح فهمي زميله أحمد بالتصريح بحبه لسميرة ولكن الفارق الاجتماعي بينهما يقف في طريقه، بينما تقارب فهمي من الخادمة سمكة (هالة الشواربي)، العاملة ببيت شكري، يعود عليهم بطبخة «القرع» يومياً التي يعشقها فهمي. يعمل فهمي في توزيع زجاجات اللبن، كما يعمل أحمد وعلي في مطعم «كباب» ولكنهم لا يستطيعون تسديد ديونهم. يذهب أحمد إلى والده (أحمد الجزيري)، المتزوج من ثلاثة سيدات بالإضافة لأم أحمد (فيفي سعيد)، ليطلب منه المساعدة ولكنه يتحجج بعدم توفر المال لديه. يذهب علي إلى بيت أبيه مرزوق (إسكندر منسي) ليجده سكراناً بينما والدته (قدرية كامل) تمنع الابن من تقريع والده. يذهب فهمي إلى بيت والده سليمان (إبراهيم قدري) غفير القرية للإطمئنان على والدته وأشقائه العشرين ويجد الأب يشكو من كثرة الأطفال ومصاريفهم وزواج البنات وأن تناوله لأقراص منع الحمل لم تجدي. يستمر كريم في دفع يوسف للتقرب من سميرة ولكن يوسف يطلب منه الموافقة على زواجه من سمكة الخادمة ولكن شكري يرفض ويطلب منه دعوة سميرة لنزهة عند سفح أهرام الجيزة، ويذهب أيضا أحمد ليتصيد لحظات مع سميرة بعيداً عن العيون ليعترف لها بحبه، بينما يذهب فهمي ليتصيد لحظات أخرى لبث حبيبته سمكة كلمات العشق. تقوم سميرة بتسديد ديون الطلبة الثلاثة. يضيق شكري الخناق على سميرة ليمنعها من لقاء أحمد بعد أن أدرك علاقتهم العاطفية ولذلك تدعي سميرة الانتحار وتنكشف لها حقيقة عمها وسعيه لثروتها. تنتهي الأحداث بتخرج الثلاثة من الجامعة ويتزوج أحمد من سميرة.

## روابط خارجية
- مقالات تستعمل روابط فنية بلا صلة مع ويكي بيانات
- شباب وحب ومرح على موقع الدهليز
- شباب وحب ومرح على موقع كاروهات

https://ru.kinorium.com/291867/ شباب وحب ومرح (فيلم)
https://www.kinopoisk.ru/film/127888/ شباب وحب ومرح (فيلم)
https://www.csfd.sk/film/381685-hub-wa-marah-wa-chabab/hraju/ شباب وحب ومرح (فيلم)
http://film.moviesaz.org/video/174167-hub-wa-marah-wa-chabab/ شباب وحب ومرح (فيلم)